# VIII Governo Constitucional de Timor-Leste
O VIII Governo constitucional é o oitavo governo de Timor-Leste desde a independência. O governo entrou em funções no dia 22 de junho de 2018. É liderado pelo Primeiro-ministro Taur Matan Ruak. Foi formado a partir de uma coligação de vários partidos, a Aliança para a Mudança e Progresso (CNRT–PLP–KHUNTO). No entretanto e fruto de algumas tensões dentro do Governo que desembocaram no chumbo do OGE de 2020 a coligação sofre uma alteração com a saída do CNRT e a entrada da FRETILIN. 
| Membros do Governo de Taur Matan Ruak, desde 22 de junho de 2018 |                                                 | |
| Foto                                                             | Nome                                            | Cargo                                                                                                 |
|                                                                  | Taur Matan Ruak (PLP)                           | Primeiro-ministro                                                                                     |
| Ministro                                                         |                                                 | |
|                                                                  | Armanda Berta dos Santos (KHUNTO)               | Vice-Primeira-Ministra (em acumulação de funções com o Ministério da Solidariedade Social e Inclusão) |
|                                                                  | José Maria dos Reis (FRETILIN)                  | Vice-Primeiro-Ministro (em acumulação com o Ministério do Plano e do Ordenamento)                     |
|                                                                  | Fidelis Leite Magalhães (PLP)                   | Ministro da Presidência do Conselho de Ministros                                                      |
|                                                                  | Joaquim Amaral                                  | Ministro Coordenador dos Assuntos Económicos                                                          |
|                                                                  | Francisco Martins da Costa Pereira Jerónimo     | Ministro dos Assuntos Parlamentares e Comunicação Social                                              |
|                                                                  | Rui Augusto Gomes                               | Ministro das Finanças                                                                                 |
|                                                                  | Adaljiza Albertina Xavier Reis Magno (FRETILIN) | Ministra dos Negócios Estrangeiros e Cooperação                                                       |
|                                                                  | Manuel Cárceres da Costa                        | Ministro da Justiça                                                                                   |
|                                                                  | Miguel Pereira de Carvalho                      | Ministro da Administração Estatal                                                                     |
|                                                                  | Odete Maria Freitas Belo                        | Ministra da Saúde                                                                                     |
|                                                                  | Armindo Maia                                    | Ministro da Educação, Juventude e Desporto                                                            |
|                                                                  | Longuinhos dos Santos (PLP)                     | Ministro do Ensino Superior, Ciência e Cultura                                                        |
|                                                                  | Armanda Berta dos Santos (KHUNTO)               | Ministra da Solidariedade Social e Inclusão                                                           |
|                                                                  | Júlio Sarmento da Costa "Meta Mali"             | Ministro para os Assuntos dos Combatentes da Libertação Nacional                                      |
|                                                                  | José Maria dos Reis                             | Ministro do Plano e Ordenamento                                                                       |
|                                                                  | Salvador Soares dos Reis Pires                  | Ministro das Obras Públicas                                                                           |
|                                                                  | José Agustinho da Silva (KHUNTO)                | Ministro dos Transportes e Comunicações                                                               |
|                                                                  | José Lucas do Carmo da Silva                    | Ministro do Turismo, Comércio e Indústria                                                             |
|                                                                  | Pedro dos Reis                                  | Ministro da Agricultura e Pescas                                                                      |
|                                                                  | Filomeno da Paixão de Jesus                     | Ministro da Defesa                                                                                    |
|                                                                  | Taur Matan Ruak                                 | Ministro do Interior                                                                                  |
|                                                                  | Víctor da Conceição Soares                      | Ministro do Petróleo e Recursos Naturais                                                              |
| Vice-ministros                                                   |                                                 | |
|                                                                  | Sara Lobo Brites                                | Vice-Ministra das Finanças                                                                            |
|                                                                  | Julião da Silva                                 | Vice-Ministro dos Negócios Estrangeiros e Cooperação                                                  |
|                                                                  | José Edmundo Caetano                            | Vice-Ministro da Justiça                                                                              |
|                                                                  | Lino de Jesus Torrezão                          | Vice-Ministro de Administração Estatal                                                                |
|                                                                  | Bonifácio Maukoli dos Reis                      | Vice-Ministro da Saúde                                                                                |
|                                                                  | António Guterres                                | Vice-Ministro da Educação, Juventude e Desporto                                                       |
|                                                                  | Signi Chandrawati Verdial                       | Vice-Ministra da Solidariedade Social                                                                 |
|                                                                  | Nicolau Lino Freitas Belo                       | Vice-Ministro das Obras Públicas                                                                      |
|                                                                  | Inacia da Conceição Teixeira                    | Vice-Ministra das Finanças                                                                            |
|                                                                  | Domingos Lopes Antunes                          | Vice-Ministro do Comércio e Indústria                                                                 |
|                                                                  | Abílio Xavier de Araújo                         | Vice-Ministro da Agricultura e Pescas                                                                 |
|                                                                  | António Armindo                                 | Vice-Ministro do Interior                                                                             |
| Secretários de Estado                                            |                                                 | |
|                                                                  | Alarico do Rosário                              | Secretário de Estado da Formação Profissional e Emprego                                               |
|                                                                  | Elizario Ferreira                               | Secretário de Estado de Cooperativas                                                                  |
|                                                                  | Demétrio do Amaral de Carvalho (PLP)            | Secretário de Estado do Ambiente                                                                      |
|                                                                  | Merício Juvenal dos Reis Akara                  | Secretário de Estado para a Comunicação Social                                                        |
|                                                                  | Mário Ximenes                                   | Secretário de Estado de Terras e Propriedades                                                         |
|                                                                  | Abrão Saldanha                                  | Secretário de Estado da Juventude e Desporto                                                          |
|                                                                  | Teófilo Caldas                                  | Secretário de Estado da Arte e Cultura                                                                |
|                                                                  | Gil da Costa Monteiro Oan Soru                  | Secretária de Estado para os Assuntos dos Antigos Combatentes da Libertação Nacional                  |
|                                                                  | Elídio de Araújo                                | Secretário de Estado das Pescas                                                                       |
|                                                                  | Joaquim José Gusmão dos Reis Martins            | Secretário de Estado para Proteção Civil                                                              |
|                                                                  | Maria José da Fonseca Monteiro de Jesus         | Secretária de Estado para a Igualdade e Inclusão                                                      |

1. Ligações externas

- Programa do VIII governo